# Alphonse Ier (roi d'Aragon)
Pour les articles homonymes, voir Alphonse Ier et Alphonse d'Aragon.
Alphonse Ier d'Aragon (né vers 1073 — mort le 7 septembre 1134, à Poleñino), dit le Batailleur, a été roi d'Aragon et de Pampelune de 1104 jusqu'à sa mort en 1134.
Fils aîné du roi Sanche Ier d'Aragon et de sa seconde épouse Félicie de Roucy, Alphonse Ier succède à son demi-frère Pierre Ier. Combattant infatigable, il agrandit considérablement son royaume, faisant la conquête de Saragosse et de la moyenne vallée de l'Èbre.
Marié à Urraque Ire de León en 1109, il est roi de León, de Castille et de Galice à ses côtés. Il prend alors le titre d'« empereur de León et roi de toute l'Espagne » ou d'« empereur de toute l'Espagne ». À la suite de leur séparation, en 1114, qui entraîne celle de leurs royaumes, il conserve ce titre jusqu'en 1127, date à laquelle il l'abandonne au fils aîné d'Urraque Ire, Alphonse VII.
Il poursuit sa lutte contre al-Andalus, qui lui permet d'agrandir considérablement son royaume et qui le mène jusque devant Valence, Cordoue et Grenade. C'est lors d'une bataille contre les Almoravides, à Fraga qu'il est blessé mortellement. Il meurt quelques jours plus tard, à Poleñino. Sans descendance, il décide de léguer son royaume à plusieurs ordres militaires religieux, mais son testament est repoussé par les noblesses navarraise et aragonaise, qui poussent García V et Ramire II sur les trônes de Navarre et d'Aragon.

## Biographie

### Jeunesse

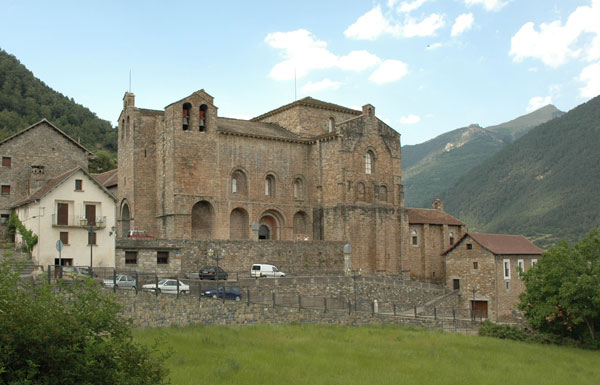
Monastère Saint-Pierre de Siresa, dans le valle de Echo, où Alphonse reçut son éducation.

Alphonse est le fils du roi d'Aragon et de Pampelune, Sanche Ier, et de sa seconde épouse, Félicie de Roucy, issue de la noblesse champenoise. Il passe les premières années de sa vie au monastère Saint-Pierre de Siresa, cœur religieux et politique de l'Aragon, dans le valle de Echo. Il y est formé aux lettres et à l'art militaire, dans l'objectif d'être un seigneur important sous l'autorité de son grand-frère, le futur roi Pierre Ier. Il a pour précepteur Lope Garcés « le Pèlerin ».
Alphonse reçoit les seigneuries de Biel, Luna, Ardanés et Bailo, ainsi que des localités des Cinco Villas et de la Jacétanie, afin de se former aux taches du gouvernement. À la suite de la mort de son père devant Huesca, il se range au côté de son frère, le roi Pierre Ier. Il participe avec lui à la prise de Huesca, à la suite de la bataille d'Alcoraz en 1096. L'année suivante, il fait partie de l'expédition qui vient en aide au Cid contre les Almoravides, et bat l'armée de Youssef ben Tachfine à la bataille de Bairén.
En 1104, Pierre Ier meurt sans descendance vivante : de sa première épouse, Agnès d'Aquitaine, sa fille Agnès et son fils Pierre sont morts successivement en 1103 et 1104, tandis que sa seconde épouse, Berthe, ne lui a pas donné d'enfant. Le 28 septembre 1104, Alphonse devient roi d'Aragon.

### Règne

#### Premières années
Alphonse Ier gouverne comme roi d'Aragon et de Pampelune : un document du début du règne, en 1108, signale qu'il règne sur Aragon, Pampelune, Sobrarbe, Ribagorce, Pallars et Aran,,.

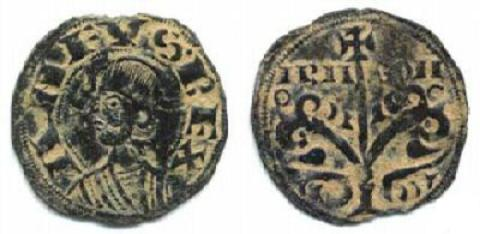
Denier d'Alphonse Ier frappé à Jaca. Inscription : ANFUS[us ]-REX ARA-GON[ensium] (« Alphonse, roi d'Aragon »).

La mort de Pierre Ier intervient à un moment de faiblesse du royaume d'Aragon. Après avoir conquis Huesca en 1096, Barbastro, Sariñena et Bolea (es) en 1100, Pierre Ier a échoué à s'emparer de Tamarite de Litera en 1104 et voit ses récentes conquêtes menacées. Il lui a manqué l'expérience des techniques de sièges des villes fortifiées, ainsi que le soutien efficace d'alliés extérieurs solides. À l'est, les frontières ne sont pas clairement définies avec la Catalogne, tandis qu'à l'ouest, le royaume a perdu l'actuelle Rioja et le Pays basque en faveur de la Castille.
À peine couronné, Alphonse Ier décide de passer à l'offensive et prépare de nouvelles conquêtes. En 1106, il s'empare d'Ejea de los Caballeros, à laquelle il accorde des privilèges. La même année tombent Tauste et Sádaba, ce qui lui permet d'achever la conquête des Cinco Villas et de fermer la vallée de l'Èbre à l'ouest. Il mène aussi la conquête de la Hoya de Huesca, des Monegros et de la Litera, au nord de Saragosse : il met la main sur Tamarite et San Esteban de Litera en 1107. Il renforce également les châteaux voisins de Saragosse, Juslibol (es) et El Castellar (aujourd'hui ruines du Castillo de Sora situées au nord de Castejon de Valdejasa) afin de menacer la capitale du royaume de taïfa d'al-Musta'in II,.

#### Mariage et politique occidentale

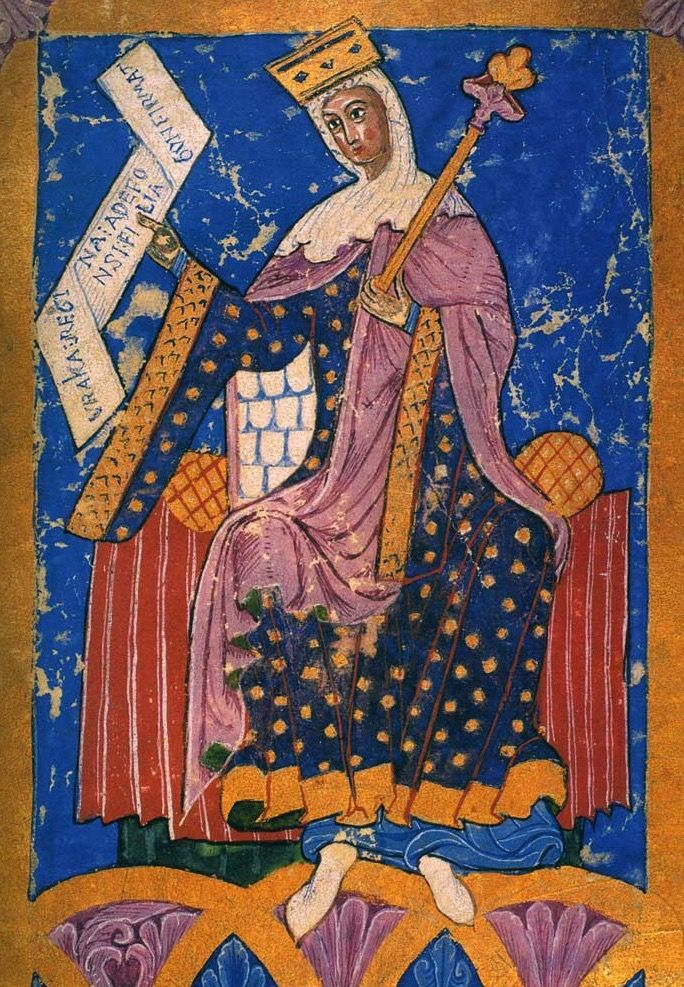
Urraque Ire de León, épouse d'Alphonse Ier (miniature, Tumbo A de la cathédrale de Saint-Jacques-de-Compostelle, 1129-1134).

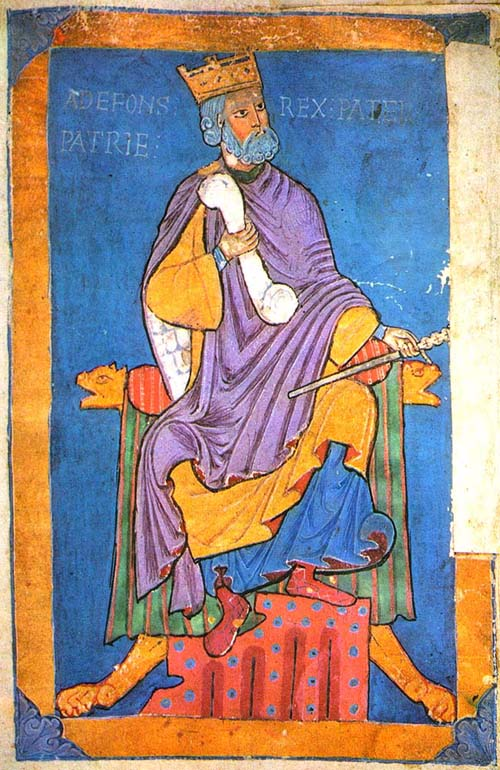
, beau-fils d'Alphonse Ier (miniature, Tumbo A de la cathédrale de Saint-Jacques-de-Compostelle, 1129-1134).

En 1104, Alphonse Ier, déjà âgé de 30 ans, n'a pas d'héritier. Il se met en recherche d'une épouse issue des maisons royales ibériques. Or, le roi de León et Castille Alphonse VI, lui offre la main de sa fille unique et héritière, Urraque. Alphonse VI espère que l'union de ces royaumes permettra de conserver l'intégrité de ces territoires face à la menace que font peser les Almoravides, contre lesquels est déjà mort son fils unique, Sanche, à la bataille d'Uclés en 1108. Urraque et Alphonse Ier se marient en 1109, après avoir signé des accords matrimoniaux qui les désignent réciproquement comme ayant la « soberana potestas » sur les possessions de l'autre. Le contrat stipule cependant que si le mariage est sans descendance, le fils d'Urraque et Raymond de Bourgogne, Alphonse, qui n'a que cinq ans, retrouverait ses droits sur le royaume de sa mère. En 1109, Alphonse Ier reprend le titre de son beau-père, empereur de toute l'Espagne (imperator totius Hispaniae).
En 1110, le comte de Candespina, Gómez González, qui avait espéré épouser Urraque, se soulève contre Alphonse Ier. Il est mis en déroute devant le château de Monterroso. À partir de 1111, il prend le parti, avec une importante fraction de la noblesse galicienne, du jeune Alphonse, pour l'instant dépossédé de ses droits. Menés par l'évêque de Saint-Jacques-de-Compostelle, Diego Gelmírez, et le tuteur de l'enfant, le comte de Traba Pedro Froilaz (es), les nobles choisissent Alphonse comme « roi de Galice », lors d'une assemblée dans la cathédrale de Saint-Jacques-de-Compostelle, le 17 septembre 1111. Alphonse Ier intervient en Galice et, avec l'aide du comte de Portugal Henri de Bourgogne, met en déroute les partisans de son beau-fils à la bataille de Viadangos (es), en octobre 1111. Il capture Pedro Froilaz, tandis que Diego Gelmírez et Alphonse parviennent à fuir.
Alphonse Ier doit également affronter l'hostilité des ecclésiastiques bourguignons établis le long du chemin de Saint-Jacques avec le soutien de Raymond de Bourgogne et d'Alphonse VI. Ils ont l'oreille du pape Pascal II, qui avait été moine bénédictin, puis légat apostolique en Espagne avant d'être élu pape. À la tête de vastes propriétés, ils s'opposent aussi à la politique d'Alphonse Ier, favorable aux bourgeois des villes. Les nobles de Castille et de León sont également hostiles à cette politique, alors qu'Alphonse, qui se défie d'eux, confie les postes importants à la noblesse navarro-aragonaise.
En 1111, l'archevêque de Tolède, Bernard de Sédirac, parmi les plus hostiles à Alphonse Ier, sollicite avec le soutien d'Urraque la nullité du mariage d'Urraque et d'Alphonse Ier devant le pape. Cette dernière demande en plus aux seigneurs des châteaux de León et de Castille de ne plus obéir à Alphonse Ier. Celui-ci réagit immédiatement en déclarant la reine incapable de gouverner et la fait enfermer à El Castellar. À la tête d'une forte armée, il soumet en peu de temps les villes rebelles de Palencia, Burgos, Osma, Sahagún, Astorga et Orense. Le comte Gómez González lance une incursion sur El Castellar, libère la reine et l'emmène à Sahagún. Alphonse marche sur la ville, s'empare de Tolède, dépose l'archevêque Bernard de Sedirac, puis marche sur Fresno de Cantespino et écrase Gómez González à la bataille de Candespina, le 26 octobre 1111. Urraque, rendue à son mari, est forcée de faire la paix avec lui.
Mais, en 1112, le pape Pascal II menace de prononcer effectivement l'annulation du mariage et d'excommunier les époux s'ils restent ensemble. Alphonse Ier se résout à répudier définitivement Urraque : un concile réuni plus tard à Palencia en 1114 confirme la décision royale. Cependant, Alphonse Ier continue à porter le titre de roi de Castille et d’imperator totius Hispaniae, tandis qu'il conserve plusieurs places tenues par ses fidèles, comme Sigüenza, Medinaceli ou Castrojeriz.

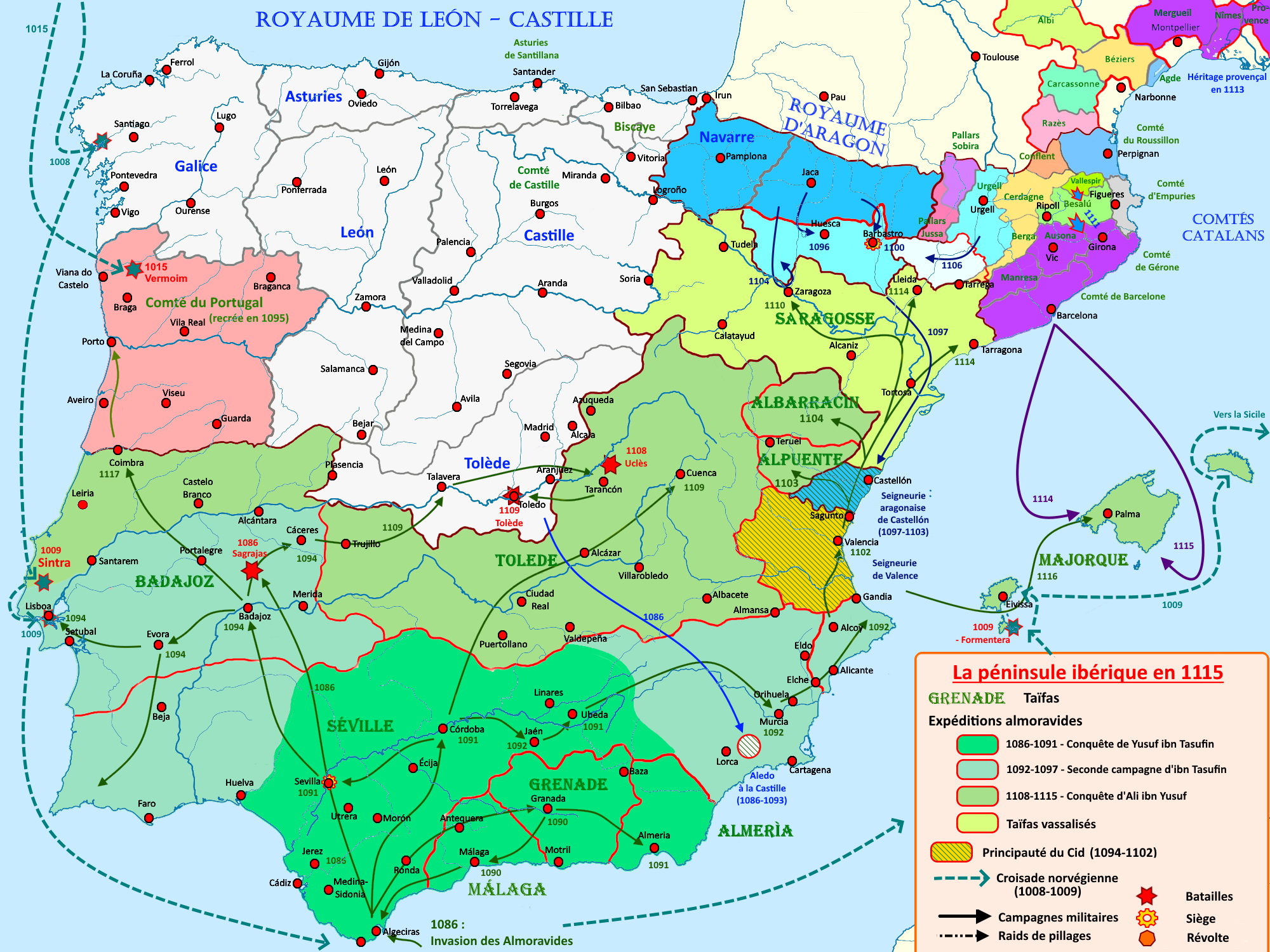
Le royaume d'Aragon de 1085 à 1115.

#### La conquête de Saragosse

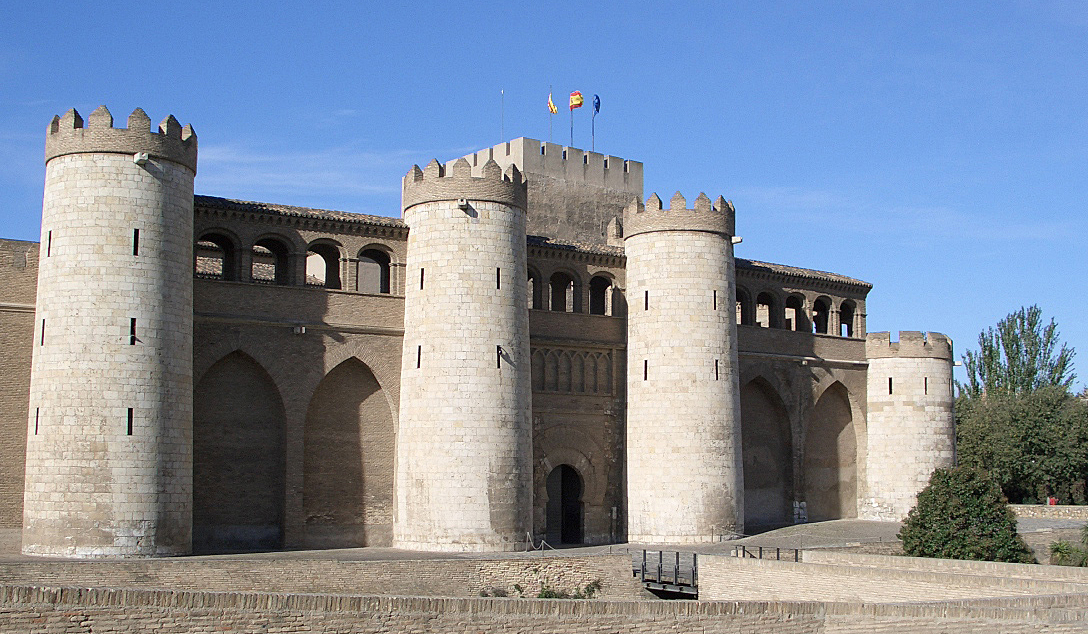
Le palais de l'Aljaferia, résidence des gouverneurs de Saragosse hors des murs de la ville.

Accaparé par les problèmes en León et en Castille, Alphonse Ier avait ajourné ses plans de conquêtes contre al-Andalus. On signale seulement une expédition en 1110, afin de défendre les territoires aragonais contre Al-Musta'in II, qui se conclut par la victoire de Valtierra. En 1117, il entreprend une première opération contre la région de Tudèle, dont il s'empare, et soumet Fitero, Corella, Murchante, Cascante, Monteagudo et Cintruénigo.
Alphonse Ier recherche surtout de nouvelles alliances pour ses projets de conquêtes. Entre la fin de l'année 1117 et le début de l'année 1118, il se rend personnellement en Béarn. Il se lie avec Gaston IV, le vicomte de Béarn, rentré de croisade. Cet homme, aux convictions religieuses profondes et militaire aguerri, qui a en particulier participé au siège de Jérusalem, devient rapidement un ami intime d'Alphonse Ier. Un concile, tenu en Béarn entre 1117 et 1118, confirme l'alliance des deux hommes. Grâce à une bulle de croisade accordée par le pape Gélase II, une armée est levée dans le Midi de la France. Un concile tenu à Toulouse en février 1118 par des évêques locaux, comme Guy de Lons, confirme les exemptions accordées aux chevaliers qui se croisent, comme Gaston IV de Béarn ou son demi-frère Centulle II de Bigorre.
Alphonse Ier profite également d'une situation confuse à Saragosse. Le roi de la taïfa de Saragosse, le Banu Hud Abdelmalik, avait obtenu la protection d'Urraque et de la Castille contre le paiement de parias, ce qui avait provoqué la conquête de Saragosse par les Almoravides en 1110 : Abdelmalik avait dû se réfugier dans la vallée du Jalón, où il avait fondé un petit royaume, tandis que Saragosse était confiée à Muhammad ibn al-Hadj, gouverneur de Valence, puis à Ibn Tifilwit en 1115. Il s'empare de la forteresse de Juslibol en 1117, mais il meurt la même année, et la ville est confiée au roi de Murcie.
En mars 1118, un grand nombre de chevaliers venus du royaume de France, parmi lesquels Rotrou du Perche et Robert Burdet, mais aussi des royaumes d'Aragon et de Navarre et des comtés d'Urgell et de Pallars, se concentre à Ayerbe sous le commandement d'Alphonse Ier. La troupe marche sur Almudévar, puis conquiert Gurrea de Gállego et Zuera. Au mois de mai, elle met le siège devant Saragosse. Le siège, long de neuf mois, s'achève par la chute de la ville, le 18 décembre 1118, à la suite de la prise de la tour de la Zuda (es), cœur politique et militaire de la ville. Gaston IV de Béarn reçoit le gouvernement de la cité en récompense de sa valeur.
Alphonse Ier s'active à faire de Saragosse une nouvelle capitale. Il fonde un monastère bénédictin dans le palais de l'Aljaferia, où il installe également sa cour. Il concède également à la ville des libertés et privilèges, en particulier dans le domaine religieux, et conserve aux habitants leurs droits et propriétés. Cette politique favorable aux musulmans incite la population à ne pas fuir la ville, donnant un premier essor à la culture mudéjare. Cependant, ils doivent quitter le cœur de la ville et s'installer dans les faubourgs, tandis que la medina est repeuplée par des familles chrétiennes.

#### La conquête de la vallée de l'Èbre
Alphonse Ier organise tout de suite la conquête du bas-Aragon et de la vallée de l'Èbre : en 1119, il met la main sur Fuentes de Ebro, Alfajarín, Tudela et toute la plaine du Moncayo, en particulier Tarazona, la vallée de l'Alhama, avec Cervera del Río Alhama et les forteresses de Tudején (es) et Castillón (aujourd'hui, en ruines), Novallas, Ágreda, Magallón, Alberite de San Juan, Borja, Alagón, Novillas et Épila. Centulle II de Bigorre reçoit le gouvernement de la cité de Tarazona et Rotrou III du Perche (Normandie) le gouvernement de la cité de Tudela.

Les possessions et les conquêtes d'Alphonse Ier.

Il soumet également Abdelmalik, réfugié à Rueda de Jalón, qui doit lui rendre hommage. Il reconstruit aussi la cité abandonnée de Soria.
En 1120, il assiège Calatayud quand il apprend que les Almoravides marchent en direction de Saragosse. Il lève immédiatement le siège et, avec l'aide du duc d'Aquitaine, Guillaume X, les intercepte à Cutanda, dans la vallée de la Jiloca. Cette bataille de Cutanda, le 17 juin 1120, est une victoire éclatante pour Alphonse Ier qui, avec une armée inférieure en nombre, oblige les Almoravides à reculer. Après cette victoire, il mène son armée vers Calamocha, Monreal del Campo, Daroca et Ariza, avant de reprendre la route de Calatayud, dont il s'empare enfin.
En 1122, Alphonse Ier fonde à Belchite un nouvel ordre militaire, le premier de la péninsule Ibérique, la confraternité de Belchite (es), sur le modèle de la milice de Jérusalem. En 1124, il établit à Monreal del Campo l'ordre équestre du Saint-Sauveur du Mont-Réal, dont l'autorité s'étend sur le Jiloca, Teruel et Segorbe.
Mais, dans son expansion vers le sud, Alphonse Ier se heurte aux ambitions du comte de Barcelone, Raimond-Bérenger III. Le roi d'Aragon met le siège, en 1123, devant la ville de Lérida, afin de punir le gouverneur musulman de la ville, qui avait reçu l'aide du comte barcelonais. Il s'empare de la forteresse de Gardeny, mais se retire l'année suivante, à la suite de la médiation de prélats et de nobles aragonais et catalans.

#### Expédition en Andalousie
En 1124, Alphonse Ier organise l'expédition militaire la plus audacieuse de son règne, à la suite d'un appel de la population mozarabe de Grenade. Il tente cette année-là une première opération vers le sud et traverse, avec une armée nombreuse, le royaume de Valence jusqu'à la sierra de Benicadell (es). En septembre 1125, il lance une offensive sur Grenade : il encercle la ville, mais il est abandonné par la population mozarabe qui ne peut lui ouvrir les portes. Alphonse Ier lève le siège et se livre au pillage de la vallée du Guadalquivir jusqu'à Cordoue. Pendant ce temps, Abu Bakar, fils de l'émir almoravide Ali ben Youssef, se porte au devant du roi d'Aragon : il est battu à Anzur le 10 mars 1126.
Alphonse Ier poursuit son expédition vers le sud et atteint la Méditerranée, certainement entre Motril et Vélez-Málaga. Il retourne alors dans son royaume, chargé d'un fort butin et accompagné de quelque 10 000 mozarabes souhaitant s'installer en Aragon, auxquels il concède de nombreux privilèges et des avantages fiscaux, judiciaires et militaires. Poursuivi par les forces almoravides, Alphonse Ier rentre en passant par Cuenca et Albarracín en 1126.

#### La guerre contreAlphonseVIIde León
Le 8 mars 1126 meurt Urraque Ire de León et Castille. Son fils et héritier, Alphonse VII, est alors âgé de 21 ans. Les tensions entre les deux rois aragonais et castillo-léonais se réveillent, car Alphonse VII décide de remettre la main sur les villes perdues après la défaite de Candespina. En 1127, Alphonse Ier doit reculer et céder du terrain dans les régions de la Rioja et de Soria. Les deux rois concluent en juin le pacte de Támara, qui fixe les frontières entre les royaumes de Castille et de León et d'Aragon, qui reviennent aux limites fixées en 1054. Le roi d'Aragon renonce au titre d'« empereur de toute l'Espagne », mais il conserve plusieurs villes du royaume de Castille, telles que Ágreda, Almazán et Soria.
Alphonse Ier reprend alors ses opérations militaires contre les Almoravides. En novembre 1127, il assiège Molina de Aragón, qui tombe entre ses mains au mois de décembre. Il fortifie la ville en faisant construire une forteresse à Castilnuevo l'année suivante. Il attaque ensuite Traíd, plus au sud : il s'agit des conquêtes les plus méridionales d'Alphonse Ier.
Le roi d'Aragon s'occupe encore de repeupler et développer ses nouvelles conquêtes. En 1127, Rotrou III du Perche est chargé de repeupler Cella. En 1128, il fait réorganiser les fortifications d'Ágreda et Almenar de Soria. Au mois d'août, il refonde la ville d'Almazán sous le nom de « Plasencia ». En 1129, il prépare l'invasion du royaume de Valence et écrase une armée almoravide envoyée contre lui à la bataille de Cullera. Cependant, il abandonne ses projets et retourne vers le nord, non sans avoir repris Monzón, tombée aux mains du comte de Barcelone Raimond-Bérenger III, en 1125, à la suite d'une trahison.

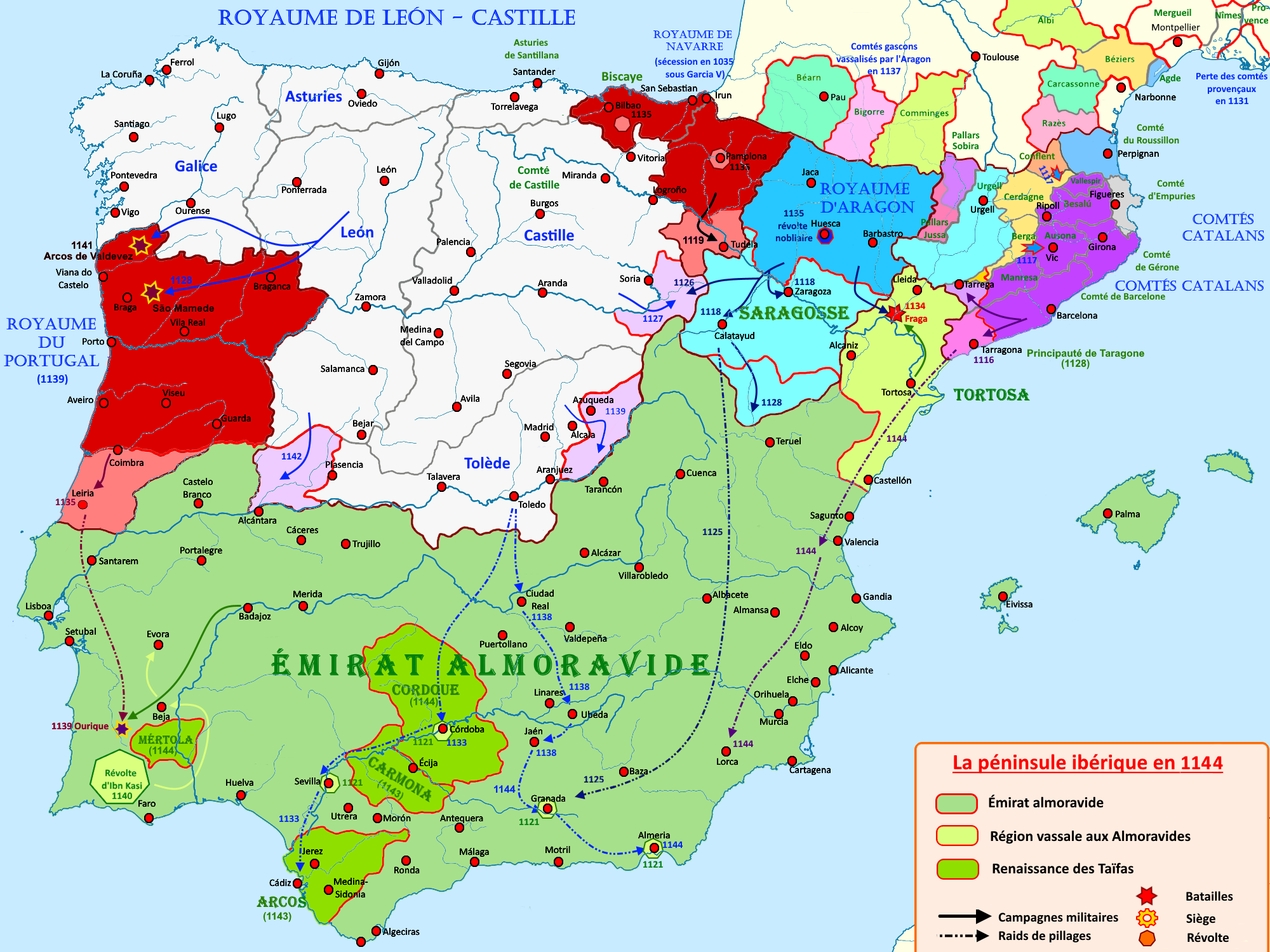
Le royaume d'Aragon de 1115 à 1144.

#### Expédition dans le sud de la France

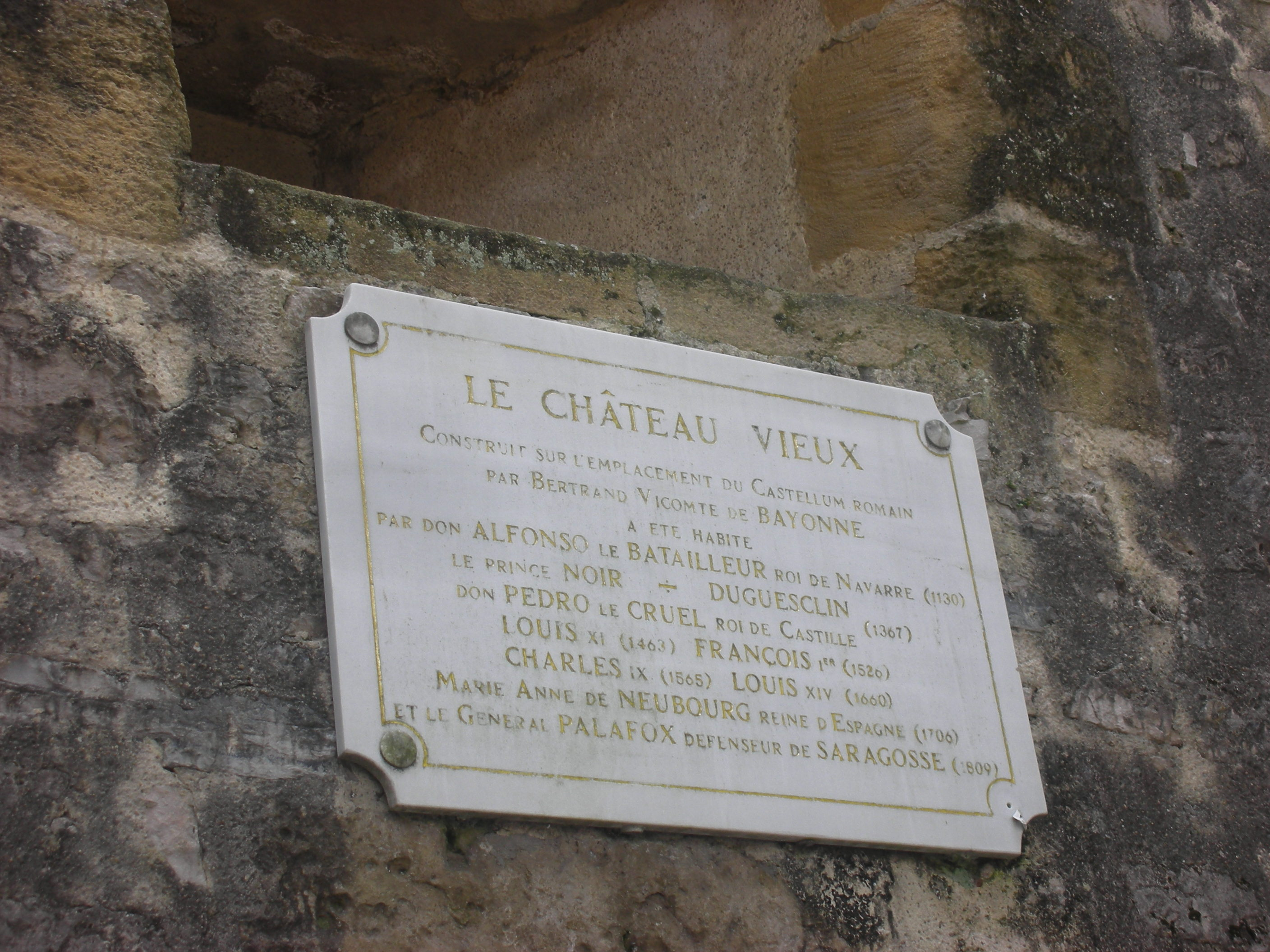
Plaque commémorative du Château-Vieux de Bayonne.

Entre octobre 1130 et janvier 1131, Alphonse Ier traverse les Pyrénées par le val d'Aran afin de porter secours à ses alliés, auxquels il doit la protection. Les seigneurs du comté de Foix et de Comminges sont alors en conflit avec le duc d'Aquitaine, Guillaume X. En représailles, il attaque le Labourd et assiège Bayonne, dont il s'empare dans l'année 1131. Il accorde divers privilèges à la ville. Alphonse Ier peut déclarer qu'il règne « de Belorado au Pallars, et de Bayonne à Monreal ».
Il semble que ce soit durant ce siège qu'il dicte une première fois son testament, certainement en s'inspirant de son ami Gaston IV de Béarn, mort cette même année 1131. Gaston avait légué toutes ses terres d'Aragon à l'ordre du Temple : Alphonse Ier d'Aragon décide également de léguer ses propriétés à plusieurs ordres militaires (les Hospitaliers de l'ordre de Saint-Jean de Jérusalem, les Templiers et les chanoines du Saint-Sépulcre).

#### Dernières batailles
En 1131, tandis qu'Alphonse Ier combat dans le sud de la France, Gaston IV de Béarn combat dans le sud de l'Aragon contre les Almoravides. Il s'empare d'une partie du Maestrazgo, mais il est tué lors d'une embuscade, et la zone retombe aux mains des musulmans. Sa dépouille est décapitée et sa tête apportée à Grenade au bout d'une lance. Le corps est finalement récupéré par les Aragonais et enterré dans la basilique du Pilier, à Saragosse.
Après la mort de Gaston, Alphonse Ier retourne en Aragon. En 1133, il s'empare encore de Mequinenza, puis de Horta de Sant Joan. À l'été 1134, il met le siège devant Fraga, avec seulement 5 000 chevaliers. Il est surpris par une sortie de la garnison musulmane et mis en déroute le 17 juillet, recevant de graves blessures.

### Mort et testament
Alphonse Ier arrive à fuir le champ de bataille. Il se réfugie à Poleñino, entre Sariñena et Grañén, et y meurt de ses blessures le 7 septembre 1134. Il est enterré au monastère de Montearagón, près de Huesca.

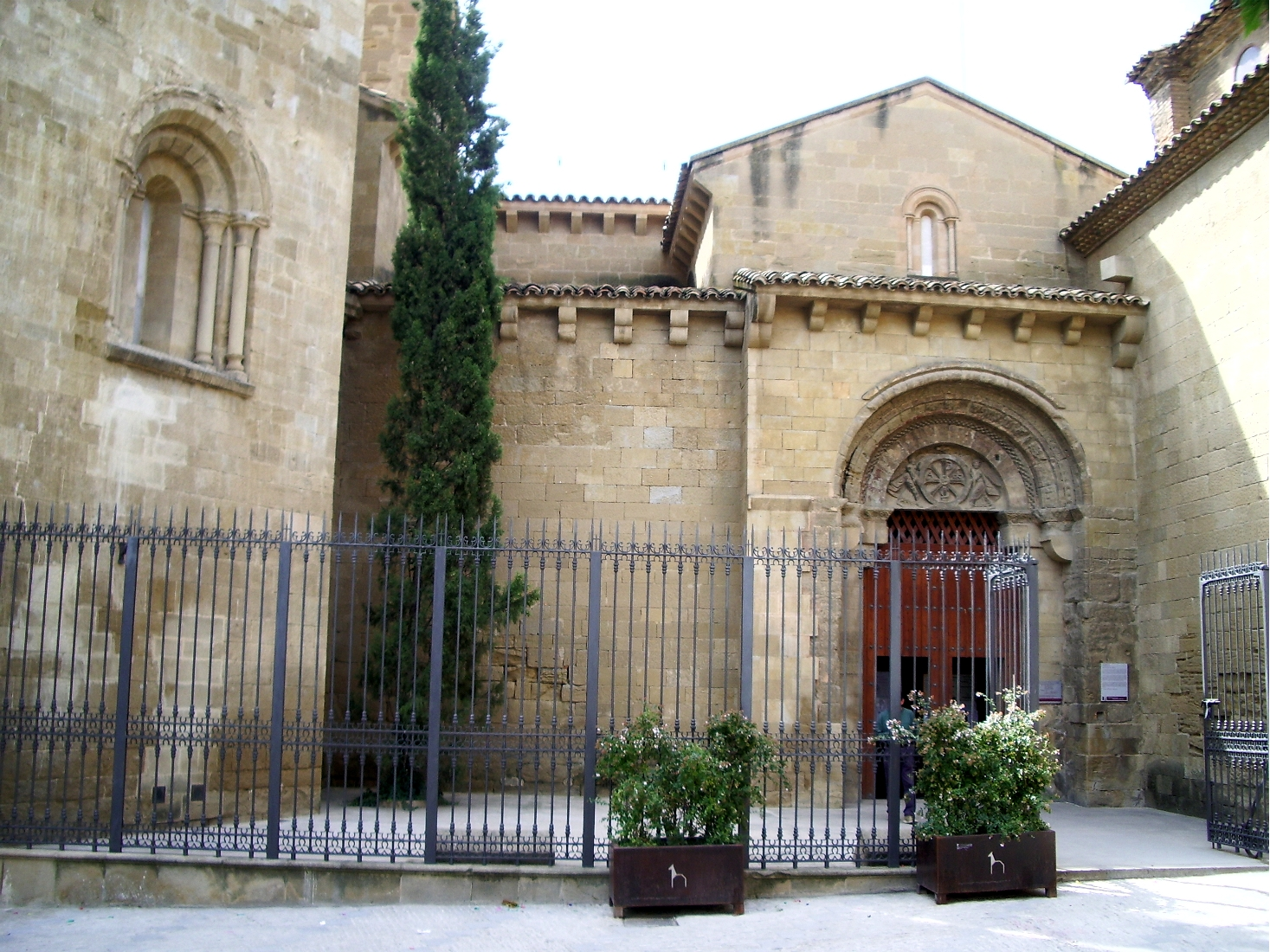
Monastère Saint-Pierre-le-Vieux, à Huesca, où est finalement déposé le corps d'Alphonse Ier après sa mort.

Dans son testament, le roi d'Aragon désigne Dieu comme l'héritier de son royaume. Dans la pratique, ce sont les ordres militaires des Templiers, des Hospitaliers de l'ordre de Saint-Jean de Jérusalem et de l'ordre du Saint-Sépulcre. Ce testament, rédigé en 1131, avait été confirmé à Sariñena en 1134. Le testament est cependant refusé par les noblesses aragonaise et navarraise. Les Aragonais, assemblés à Jaca, se choisissent le frère d'Alphonse Ier, l'évêque Ramire, comme roi. Les Navarrais élisent Garcia, fils de Ramiro II de Monzón et arrière-petit-fils de García IV de Navarre. Les royaumes d'Aragon et de Navarre sont alors définitivement séparés, les frontières entre les deux royaumes restant parfaitement stables.
La dépouille d'Alphonse Ier est transférée par la suite au monastère Saint-Pierre-le-Vieux, à Huesca, dont il avait ordonné la construction en 1117. Ses restes ont été exhumés deux fois, en 1920, pour un congrès historique et, en 1985, pour des études.

## Famille
Alphonse Ier d'Aragon épousa, en octobre 1109, Urraque Ire de León, fille du roi de Leon Alphonse VI de León. Le couple, resté sans enfants, se sépara en 1114. Certains auteurs attribuent cependant à Alphonse Ier une fille : Jeanne, épouse de Briand de Châteaubriand.

### Sources et bibliographie
- (es) Cet article est partiellement ou en totalité issu de l’article de Wikipédia en espagnol intitulé « Alfonso I de Aragón » (voir la liste des auteurs).
- (es) José María Lacarra y de Miguel, Alfonso el Batallador, Guara, Saragosse, 1978  (ISBN 84-85303-05-9).
- (es) José Ángel Lema Pueyo, Alfonso I el Batallador, rey de Aragón y Pamplona (1104-1134), Trea, Gijón, 2008  (ISBN 978-84-9704-399-1).
- (es) Antonio Ubieto Arteta, La formación territorial, t. I, Historia de Aragón, Saragosse, 1981  (ISBN 84-7013-181-8).
- (es) Antonio Ubieto Arteta, Creación y desarrollo de la Corona de Aragón, t. V, Historia de Aragón, Saragosse, 1987  (ISBN 84-7013-227-X).